# Antiblemma rufinans
Antiblemma rufinans är en fjärilsart som beskrevs av Achille Guenée 1852. Antiblemma rufinans ingår i släktet Antiblemma och familjen nattflyn. Inga underarter finns listade i Catalogue of Life.